# Верхне-Георгиевская церковь
Верхне-Георгиевская церковь (церковь Святого Георгия Победоносца) — православный храм Смоленской епархии Русской православной церкви, расположенный в Смоленске. Построен в 1810 году. Памятник архитектуры классицизма.

## История
Верхне-Георгиевская церковь находится в западной части Покровской горы в Заднепровье. Окружена многоэтажной застройкой.
Деревянный храм в честь святого Георгия Победоносца на этом месте впервые появился в 1784 году. Каменный, с двумя приделами (во имя Всех святых и Святого Духа), был построен в 1810 году на средства купца С. И. Сафроненкова. До революции улица, на которой находился храм, также носила название Георгиевской.
Во время Отечественной войны 1812 года, в ночь с 5 на 6 августа, к храму была принесена надвратная чудотворная икона Божией Матери Одигитрии из Благовещенской церкви, и всю ночь перед ней служились молебны. После того как французы заняли оставленный русскими войсками город, Георгиевская церковь была разграблена и повреждена. Восстановили её к 1820 году.

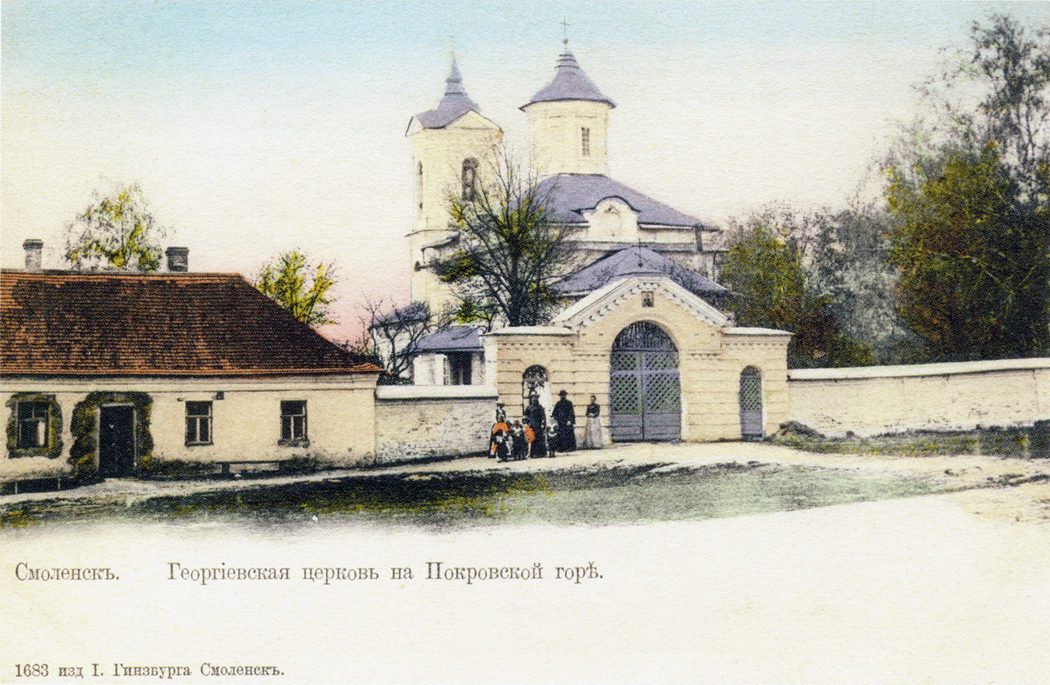
Верхне-Георгиевская церковь. Ок. 1900—1904

Долгое время храм был бесприходным, приписанным к Нижне-Никольской церкви (богослужения в нём совершались всего несколько раз в год), и лишь в 1896 году стал приходским. В 1898 году в нём был проведён капитальный ремонт на пожертвования горожан.
В первые годы после революции в Верхне-Георгиевской церкви продолжали проводить богослужения; лишь в 1929 году храм был закрыт. Здание сильно пострадало во время Великой Отечественной войны. В послевоенные годы его подремонтировали и приспособили под склад. К концу 1980-х годов церковь находилась в удручающем состоянии: на основном здании и на колокольне были утрачены главки, разрушены южное и северное крыльцо, повреждены оригинальная штукатурка и иконостасы.
В 1992 году здание церкви было передано Смоленской епархии. После реставрационных работ, продолжавшихся несколько лет, в 1998 году храм вновь открылся для прихожан. В 2005 году был освящён новый резной иконостас, созданный смоленскими мастерами.
Имеет статус объекта культурного наследия регионального значения.

## Архитектура

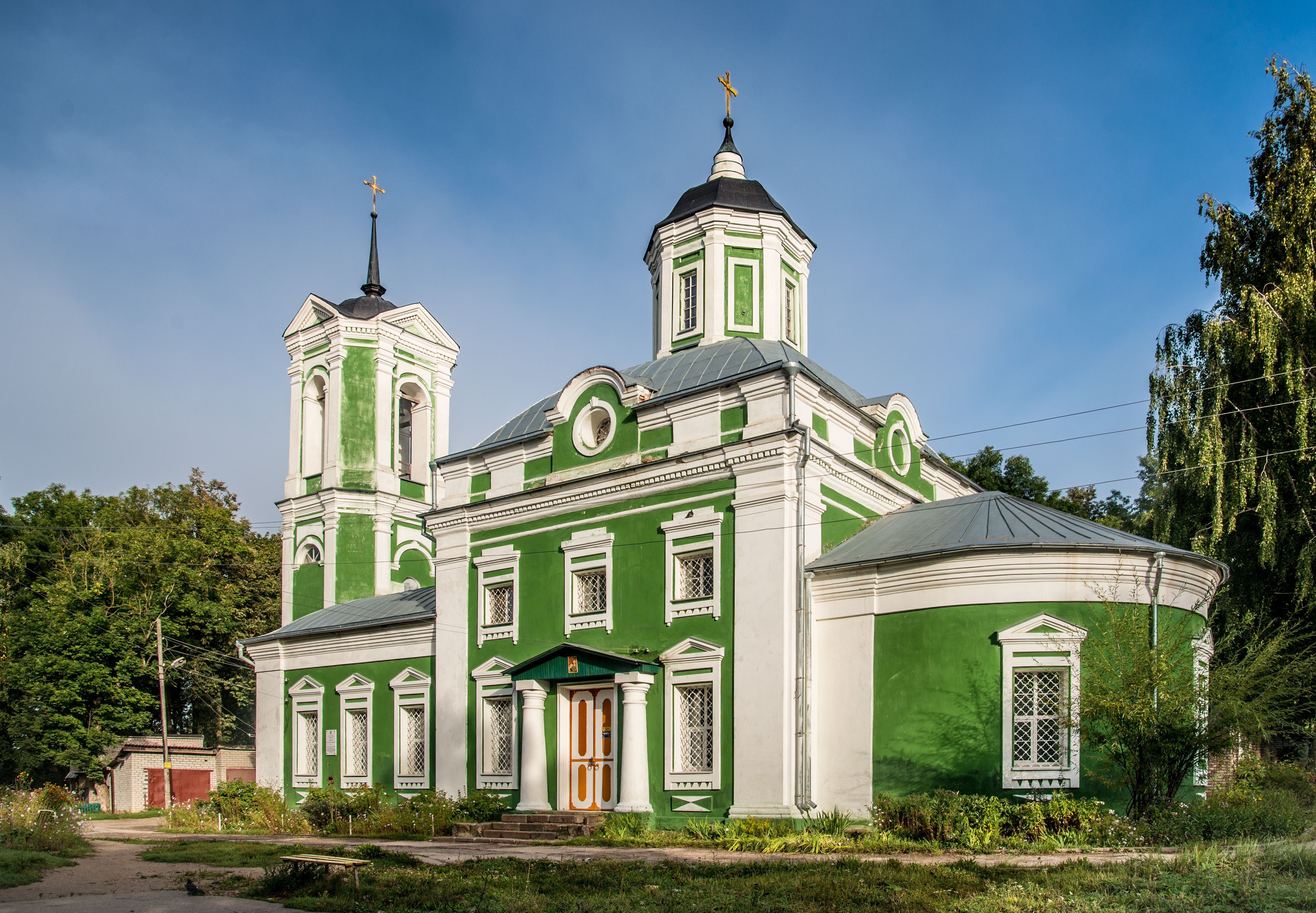

Верхне-Георгиевская церковь — памятник архитектуры классицизма. П. А. Раппопорт и А. Т. Смирнова отмечали, что в некоторых смоленских постройках XVIII—XIX веков наблюдается традиционность форм, восходящая, по-видимому, ещё к памятникам начала XVIII века. Так, о Верхне-Георгиевской церкви ими замечено, что «если не знать точной даты сооружения, церковь можно было бы отнести к гораздо более раннему времени, настолько архаичны её формы».
Главный объём храма составляет невысокий четверик с полуглавиями, завершённый небольшим восьмигранным барабаном. Полукруглая апсида и квадратная трапезная невысокие; колокольня состоит из трёх вертикальных четвериков с проёмами-арками.
На флангах фасады украшены пилястрами; порталы на южном и северном фасадах фланкированы трёхчетвертными колоннами. Над высокими прямоугольными окнами нижнего ряда расположены небольшие треугольные фронтоны; в тимпанах фронтонов четверика прорезаны круглые окна.
Внутри храм перекрыт лотковым сводом; в трапезную и алтарь ведут широкие арки.